# Isabela Merced
Isabela Yolanda Moner (Cleveland, 10 juli 2001), sinds 2019 professioneel bekend als Isabela Merced, is een Amerikaanse actrice en zangeres.
Merced speelde de hoofdrol van CJ Martin in de Nickelodeon-televisieserie 100 Things to Do Before High School (2014-2016) en uitte Kate in Nickelodeon's geanimeerde spin-offserie Dora and Friends: Into the City! (2014-2019). In de film speelde ze Izabella in Transformers: The Last Knight (2017), Lizzy in Instant Family (2018), Isabel in Sicario: Day of the Soldado (2018), het titulaire personage in Dora and the Lost City of Gold (2019) en Rachel Cooper in de Netflix-film Sweet Girl (2021).
Ze begon op zevenjarige leeftijd met acteren. Toen ze tien was, verscheen ze voor het eerst op Broadway in de rol van Evita. Diverse theaterrollen volgden in Cleveland en New York. In 2014 speelde ze in de NBC-televisieserie Growing Up Fisher, gevolgd door rollen in verschillende Nickelodeon-producties. Voor de serie 100 Things to Do Before High School werd Merced geëerd tijdens de Imagen Awards 2016 in de categorie beste jonge actrice - televisie, nadat ze het jaar daarvoor was genomineerd. Ze speelde Dina in de serie The Last of Us.
Haar eerste soloalbum Stopping Time, werd in september 2015 uitgebracht op het Amerikaanse label Broadway Records.
In 2018 speelde ze tegenover Mark Wahlberg en Rose Byrne in de film Instant Family van Sean Anders. In oktober 2019 kondigde ze haar naamsverandering aan in Isabela Merced. In een interview gaf ze aan op deze manier een nieuw hoofdstuk in haar leven te willen beginnen. Merced was de achternaam van haar grootmoeder.

## Filmografie

### Film
| Jaar | Titel                                     | Rol                        | Opmerkingen |
| ---- | ----------------------------------------- | -------------------------- | ----------- |
| 2013 | The House That Jack Built                 | jonge Nadia                |             |
| 2016 | Middle School: The Worst Years of My Life | Jeanne Galleta             |             |
| 2017 | Transformers: The Last Knight             | Izabella                   |             |
| 2017 | The Nut Job 2: Nutty by Nature            | Heather                    | stem        |
| 2018 | Sicario: Day of the Soldado               | Isabel Reyes               |             |
| 2018 | Instant Family                            | Lizzy                      |             |
| 2019 | Dora and the Lost City of Gold            | Dora                       |             |
| 2019 | Let It Snow                               | Julie                      |             |
| 2021 | Spirit Untamed                            | Lucky Prescott             | stem        |
| 2021 | Sweet Girl                                | Rachel Cooper              |             |
| 2022 | Father of the Bride                       | Cora Herrera               |             |
| 2022 | Rosaline                                  | Juliet Capulet             |             |
| 2023 | Migration                                 | Kim                        | stem        |
| 2024 | Madame Web                                | Anya Corazon / Araña       |             |
| 2024 | Turtles All the Way Down                  | Aza Holmes                 |             |
| 2024 | Alien: Romulus                            | Kay                        |             |
| 2025 | Superman                                  | Kendra Saunders / Hawkgirl |             |

### Televisie
| Jaar      | Titel                               | Rol          | Opmerkingen                        |
| --------- | ----------------------------------- | ------------ | ---------------------------------- |
| 2014      | Growing Up Fisher                   | Jenny        | 7 afleveringen                     |
| 2014–2017 | Dora and Friends: Into the City!    | Kate         | 35 afleveringen / stem             |
| 2014–2016 | 100 Things to Do Before High School | CJ Martin    | 25 afleveringen                    |
| 2015      | Splitting Adam                      | Lori Collins | televisiefilm                      |
| 2016      | Legends of the Hidden Temple        | Sadie        | televisiefilm                      |
| 2019      | The Amazing Race Canada             | zichzelf     | aflevering "Clamageddon Continues" |
| 2021      | Maya and the Three                  | Widow Queen  | 4 afleveringen / stem              |
| 2022      | Spirit & Friends                    | Lucky        | 6 afleveringen / stem              |
| 2025      | The Last of Us                      | Dina         | 8 afleveringen                     |

### Computerspel
| Jaar | Titel                                        | Rol   | Opmerkingen           |
| ---- | -------------------------------------------- | ----- | --------------------- |
| 2017 | Kingdom Hearts HD 2.8 Final Chapter Prologue | Ava   | stem (Engelse versie) |
| 2021 | DreamWorks Spirit Lucky's Big Adventure      | Lucky | stem (Engelse versie) |